# Plumularia polynema
Plumularia polynema är en nässeldjursart som beskrevs av John Fraser 1941. Plumularia polynema ingår i släktet Plumularia och familjen Plumulariidae. Inga underarter finns listade i Catalogue of Life.